# Dumitru Cuc
Dumitru Cuc (n. 24 martie 1928, Calea Mare, România – d. 29 noiembrie 2019) a fost un luptător⁠(d) român. A concurat în proba masculină semimijlocie de lupte greco-romane⁠(d) la Jocurile Olimpice de vară din 1952.
A fost component al clubului sportiv Dinamo București al Ministerului Afacerilor Interne. S-a clasat pe locul IV la proba masculină semimijlocie (67 kg) la Campionatele Mondiale⁠(d) din 1953⁠(d), care au avut loc la Napoli (Italia). După ce și-a încheiat cariera de sportiv, a lucrat mulți ani ca antrenor.

## Distincții
- Medalia Muncii (19 noiembrie 1952) pentru rezultatele obținute la Jocurile Olimpice de vară de la Helsinski[8]
- Ordinul „Meritul Sportiv” clasa a III-a (8 mai 1968) „pentru contribuția deosebită adusă la dezvoltarea mișcării de cultură fizică și sport și pentru merite deosebite în activitatea sportivă de performanță, cu prilejul împlinirii a 20 de ani de la înființarea Clubului sportiv «Dinamo»-București al Ministerului Afacerilor Interne”[6]